# Canton de Bussière-Badil
Le canton de Bussière-Badil est une ancienne division administrative française située dans le département de la Dordogne, en région Aquitaine.

## Historique
Le canton de Bussiere, devenu canton de Bussière-Badil, est l'un des cantons de la Dordogne créés en 1790, en même temps que les autres cantons français. Il a d'abord été rattaché au district de Nontron avant de faire partie de l'arrondissement de Nontron.
Lorsque le canton de Javerlhac est supprimé par la loi du 8 pluviôse an IX (28 janvier 1801) portant sur la « réduction du nombre de justices de paix », deux de ses communes (Étouars et Varaignes) sont rattachées au canton de Bussière-Badil.

### Redécoupage cantonal de 2014-2015
Par décret du 21 février 2014, le nombre de cantons du département est divisé par deux, avec mise en application aux élections départementales de mars 2015. Le canton de Bussière-Badil est supprimé à cette occasion. Ses huit communes sont alors rattachées au canton du Périgord vert nontronnais, dont le bureau centralisateur est fixé à Nontron.

## Géographie
Ce canton était organisé autour de Bussière-Badil dans l'arrondissement de Nontron. Son altitude variait de 115 m (Varaignes) à 366 m (Saint-Barthélemy-de-Bussière) pour une altitude moyenne de 226 m.
Il était intégré au Parc naturel régional Périgord-Limousin.

## Représentation

### Conseillers généraux de 1833 à 2015
Avant 1833, les conseillers généraux étaient désignés, et ne représentaient pas un canton déterminé.
| Période | Période           | Identité                                             | Étiquette          | Qualité |
| ------- | ----------------- | ---------------------------------------------------- | ------------------ | --- |
| 1833    | 1833              | Bernard Janet-Lasfond (1787-1868)                    |                    | Propriétaire, notaire, maire de Bussière-Badil (1832-1842)                                                                                  |
| 1833    | 1848 (décès)      | Pierre Janet-Lasfond (1783-1848, frère du précédent) |                    | Avocat à Nontron |
| 1848    | 1855              | Bernard Janet-Lasfond                                |                    | Propriétaire, notaire, ancien maire de Bussière-Badil                                                                                       |
| 1855    | 1882 (décès)      | Marquis Henri de Malet                               | Droite légitimiste | Propriétaire du château de Puycharnaud à Saint-Estèphe                                                                                      |
| 1882    | 1910 (annulation) | Angel Neury                                          | Républicain        | Vice-Président du Tribunal civil de Limoges, maire de Nontron                                                                               |
| 1911    | 1920              | Charles Feuvrier-Laforest                            | Rad.               | Médecin à Piégut-Pluviers |
| 1920    | 1925              | Antoine Champarnaud                                  | Rad.               | Directeur d'école à Piégut-Pluviers |
| 1925    | 1934              | Pierre Callandreau                                   | URD                | Médecin à Bussière-Badil, conseiller d'arrondissement                                                                                       |
| 1934    | 1940              | Antoine Champarnaud                                  | Rad.               | Maire de Piégut-Pluviers |
|         |                   |                                                      |                    | |
| 1945    | 1980 (décès)      | Yves Massy                                           | SFIO puis PS       | Négociant - Chef d'entreprise Maire de Piégut-Pluviers                                                                                      |
| 1980    | 1996 (démission)  | Bernard Bioulac                                      | PS                 | Professeur à la Faculté de Médecine Propriétaire à Saint-Barthélemy-de-Bussière Député (1988-1993) Président du Conseil général (1982-1992) |
| 1996    | 2015              | Didier Vignal                                        | MDC puis PS        | Pharmacien Maire de Piégut-Pluviers (2001-2016)                                                                                             |

### Conseillers d'arrondissement (de 1833 à 1940)
| Période                                  | Période           | Identité                                            | Étiquette                | Qualité |
| ---------------------------------------- | ----------------- | --------------------------------------------------- | ------------------------ | --- |
| Les données manquantes sont à compléter. |                   |                                                     |                          | |
| 1833                                     | 1833 (annulation) | Bernard Janet-Lasfond                               |                          | Notaire, maire de Bussière-Badil                                                                            |
| 1833                                     | 1839              | Bernard Janet-Lasfond                               |                          | Notaire, maire de Bussière-Badil                                                                            |
| 1839                                     | 1855 (décès)      | Léonard Honoré Allafort-Duverger                    |                          | Propriétaire, maire de Varaignes                                                                            |
| 1855                                     | 1868 (décès)      | Pierre Eusèbe Allafort-Duverger (fils du précédent) |                          | Juge de paix à Bussière-Badil                                                                               |
|                                          |                   |                                                     |                          | |
| 1871                                     | 1877              | François Audebert Coquet-Desplaces                  |                          | Notaire, maire de Bussière-Badil                                                                            |
| 1877                                     | 1885 (décès)      | Jean-Baptiste Sauvo-Desversannes                    | Républicain              | Médecin, maire de Bussière-Badil, suppléant du juge de paix                                                 |
| 12 juil. 1885                            | 1901              | Martial Faurie-Laroche                              | Républicain              | Propriétaire, maire de Busserolles (1884-1917)                                                              |
| 1901                                     | 1919              | Pierre Calandreau                                   | Républicain progressiste | Médecin à Bussière-Badil                                                                                    |
| 1919                                     | 1928              | Fernand Morellet                                    | Radical                  | Aubergiste cafetier, adjoint puis maire de Busserolles                                                      |
| 1928                                     | 1931              | Maurice Troussard                                   |                          | Négociant à Piégut                                                                                          |
| 1931                                     | 1940              | Henri Bourdeau-Lavoix                               | Radical                  | Maire de Champniers-et-Reilhac (1925 à 1959)                                                                |
| 1940                                     |                   |                                                     |                          | Les conseils d'arrondissement ont été suspendus par la loi du 12 octobre 1940 et n'ont jamais été réactivés |

Sources : "Annuaires et calendriers 1789-1842 " sur le site des archives départementales de la Dordogne. https://archives.dordogne.fr/r/72/fonds-imprimes/annuaires-et-calendriers?arko_default_6076b1c79b335--ficheFocus=

## Composition
Le canton de Bussière-Badil regroupait huit communes et comptait 3 648 habitants (population municipale) au 1er janvier 2011.
| Communes                     | Population (2012) | Code postal | Code Insee |
| ---------------------------- | ----------------- | ----------- | ---------- |
| Busserolles                  | 561               | 24360       | 24070      |
| Bussière-Badil               | 465               | 24360       | 24071      |
| Champniers-et-Reilhac        | 501               | 24360       | 24100      |
| Étouars                      | 144               | 24360       | 24163      |
| Piégut-Pluviers              | 1 235             | 24360       | 24328      |
| Saint-Barthélemy-de-Bussière | 232               | 24360       | 24381      |
| Soudat                       | 85                | 24360       | 24541      |
| Varaignes                    | 425               | 24360       | 24565      |

## Démographie
| 1962  | 1968  | 1975  | 1982  | 1990  | 1999  | 2006  | 2011  | 2012  |
| ----- | ----- | ----- | ----- | ----- | ----- | ----- | ----- | ----- |
| 5 108 | 4 751 | 4 417 | 4 233 | 4 069 | 3 785 | 3 644 | 3 648 | 3 619 |